# Барболини, Норма
Но́рма Барболи́ни (итал. Norma Barbolini; 3 марта 1922, Сассуоло — 14 апреля 1993, Модена) — антифашистка, партизанка итальянского Движения Сопротивления.

## Биография
В Движение Сопротивления вступила 7 ноября 1943 года, когда её брат Джузеппе Барболини отправился в горы: занимала должность курьера. Когда Джузеппе был ранен в Черре-Солоньо во время стычки с немцами и итальянскими фашистами, она возглавила партизанскую бригаду имени Чиро Менотти (бригада Барболини) при дивизии «Модена Армандо». Руководила ей до конца войны.
После окончания войны работала на фабрике, но при этом получила воинское звание капитана итальянской армии. Состояла в губкоме Национальной ассоциации итальянских партизан, в Союзе итальянских женщин. Дала интервью, показанное в документальном фильме Лилианы Кавани 1965 года «Женщина Сопротивления» (итал. La donna nella Resistenza).
Награждена серебряной медалью «За воинскую доблесть». Имя Нормы Барболини носит парк в Сассуоло.